# فرنلی (نوادا)
فرنلی، نوادا (انگلیسی: Fernley, Nevada) در نوادای ایالات متحده آمریکا واقع است.